# Lasioglossum danuvium
Lasioglossum danuvium là một loài Hymenoptera trong họ Halictidae. Loài này được Blüthgen mô tả khoa học năm 1944.